# Црвена Јабука (Уб)
Црвена Јабука је насеље у Србији у општини Уб у Колубарском округу. Према попису из 2022. било је 471 становника.
Налази се између Уба и Обреновца. Већина становника ради у малом граду Убу, остали се баве пољопривредом. У селу постоји једна основна школа и фудбалски клуб.

## Демографија
У насељу Црвена Јабука живи 520 пунолетних становника, а просечна старост становништва износи 42,9 година (41,2 код мушкараца и 44,5 код жена). У насељу има 197 домаћинстава, а просечан број чланова по домаћинству је 3,20.
Ово насеље је великим делом насељено Србима (према попису из 2002. године), а у последња три пописа, примећен је пад у броју становника.
|  |

| Демографија | Демографија | Демографија |
| Година      | Становника  | Становника  |
| ----------- | ----------- | ----------- |
| 1948.       | 772         |             |
| 1953.       | 766         |             |
| 1961.       | 752         |             |
| 1971.       | 779         |             |
| 1981.       | 763         |             |
| 1991.       | 684         | 638         |
| 2002.       | 631         | 680         |

| Етнички састав према попису из 2002.‍ | Етнички састав према попису из 2002.‍ | Етнички састав према попису из 2002.‍ | Етнички састав према попису из 2002.‍ | Етнички састав према попису из 2002.‍ |
| ------------------------------------ | ------------------------------------ | ------------------------------------ | ------------------------------------ | ------------------------------------ |
|                                      |                                      |                                      |                                      |                                      |
| Срби                                 | Срби                                 |                                      | 625                                  | 99,04%                               |
| Црногорци                            | Црногорци                            |                                      | 3                                    | 0,47%                                |
| Мађари                               | Мађари                               |                                      | 2                                    | 0,31%                                |
| непознато                            | непознато                            |                                      | 1                                    | 0,15%                                |

| Година пописа     | 1948. | 1953. | 1961. | 1971. | 1981. | 1991. | 2002. |
| ----------------- | ----- | ----- | ----- | ----- | ----- | ----- | ----- |
| Број домаћинстава | 143   | 155   | 169   | 191   | 221   | 188   | 197   |

| Број чланова      | 1  | 2  | 3  | 4  | 5  | 6  | 7 | 8 | 9 | 10 и више | Просек |
| ----------------- | -- | -- | -- | -- | -- | -- | - | - | - | --------- | ------ |
| Број домаћинстава | 30 | 51 | 39 | 36 | 18 | 16 | 5 | 1 | 1 | 0         | 3,20   |

| Пол    | Укупно | Неожењен/Неудата | Ожењен/Удата | Удовац/Удовица | Разведен/Разведена | Непознато |
| ------ | ------ | ---------------- | ------------ | -------------- | ------------------ | --------- |
| Мушки  | 259    | 72               | 163          | 14             | 8                  | 2         |
| Женски | 278    | 43               | 164          | 62             | 7                  | 2         |
| УКУПНО | 537    | 115              | 327          | 76             | 15                 | 4         |

| Пол    | Укупно                    | Пољопривреда, лов и шумарство | Рибарство                            | Вађење руде и камена | Прерађивачка индустрија       |
| ------ | ------------------------- | ----------------------------- | ------------------------------------ | -------------------- | ----------------------------- |
| Мушки  | 160                       | 85                            | 0                                    | 1                    | 27                            |
| Женски | 82                        | 55                            | 0                                    | 0                    | 9                             |
| УКУПНО | 242                       | 140                           | 0                                    | 1                    | 36                            |
| Пол    | Производња и снабдевање   | Грађевинарство                | Трговина                             | Хотели и ресторани   | Саобраћај, складиштење и везе |
| Мушки  | 1                         | 14                            | 13                                   | 2                    | 10                            |
| Женски | 1                         | 1                             | 9                                    | 1                    | 2                             |
| УКУПНО | 2                         | 15                            | 22                                   | 3                    | 12                            |
| Пол    | Финансијско посредовање   | Некретнине                    | Државна управа и одбрана             | Образовање           | Здравствени и социјални рад   |
| Мушки  | 2                         | 0                             | 2                                    | 1                    | 0                             |
| Женски | 0                         | 0                             | 0                                    | 2                    | 2                             |
| УКУПНО | 2                         | 0                             | 2                                    | 3                    | 2                             |
| Пол    | Остале услужне активности | Приватна домаћинства          | Екстериторијалне организације и тела | Непознато            | Непознато                     |
| Мушки  | 2                         | 0                             | 0                                    | 0                    | 0                             |
| Женски | 0                         | 0                             | 0                                    | 0                    | 0                             |
| УКУПНО | 2                         | 0                             | 0                                    | 0                    | 0                             |